# 3-(p-Cumenyl)-2-methylpropionaldehyd
3-(p-Cumenyl)-2-methylpropionaldehyd ist eine organisch-chemische Verbindung aus der Stoffgruppe der Aldehyde.

## Gewinnung und Darstellung
3-(p-Cumenyl)-2-methylpropionaldehyd kann durch Aldolkondensation von 4-Isopropylbenzaldehyd mit Propanal mit anschließender Hydrierung hergestellt werden.

## Eigenschaften

### Physikalische Eigenschaften
3-(p-Cumenyl)-2-methylpropionaldehyd ist eine schwerflüchtige, farblose Flüssigkeit mit angenehmem Geruch, welche praktisch unlöslich in Wasser ist.

## Verwendung
Die Verbindung ähnelt im Geruch dem Europäischen Alpenveilchen und wird seit den 1920er Jahren als Geruchsstoff in Seifen, Waschmitteln, Lotionen und Parfüms verwendet. In der EU ist sie als Aromastoff unter der FL-Nummer 05.045 zugelassen.